# 霍尔茨苏斯拉
霍尔茨苏斯拉是德国图林根州的一个市镇。总面积9.93平方公里，总人口286人，其中男性136人，女性150人（2011年12月31日），人口密度29人/平方公里。